# Пролетарский (Магаданская область)
Пролетарский — упразднённый посёлок в Ягоднинском районе Магаданской области.

## География
Посёлок располагался на правом берегу реки Малый Ат-Юрях (между ручьем Фёдоровский и рекой Большой Ат-Юрях), в 3 км к юго-востоку от посёлка имени Горького.

## История
Постановлением Правительства Магаданской области от 23 марта 2017 года № 223-пп посёлок был упразднён.

## Население
| 2002 | 2010 |
| ---- | ---- |
| 0    | ↗2   |